# پای شیر خزری
پای شیر خزری (نام علمی: Alchemilla hyrcana) یک گونه از سرده پای شیر از خانواده یا تیرهٔ گلسرخیان است.